# Rhagada capensis
Rhagada capensis är en snäckart som beskrevs av Alan Solem 1997. Rhagada capensis ingår i släktet Rhagada och familjen Camaenidae. Inga underarter finns listade i Catalogue of Life.